# كاراباس، ريو غراندي دو نورتي
كاراباس بلدية في ولاية ريو غراندي دو نورتي في المنطقة الشمالية الشرقية من البرازيل.